# John Hanning Speke

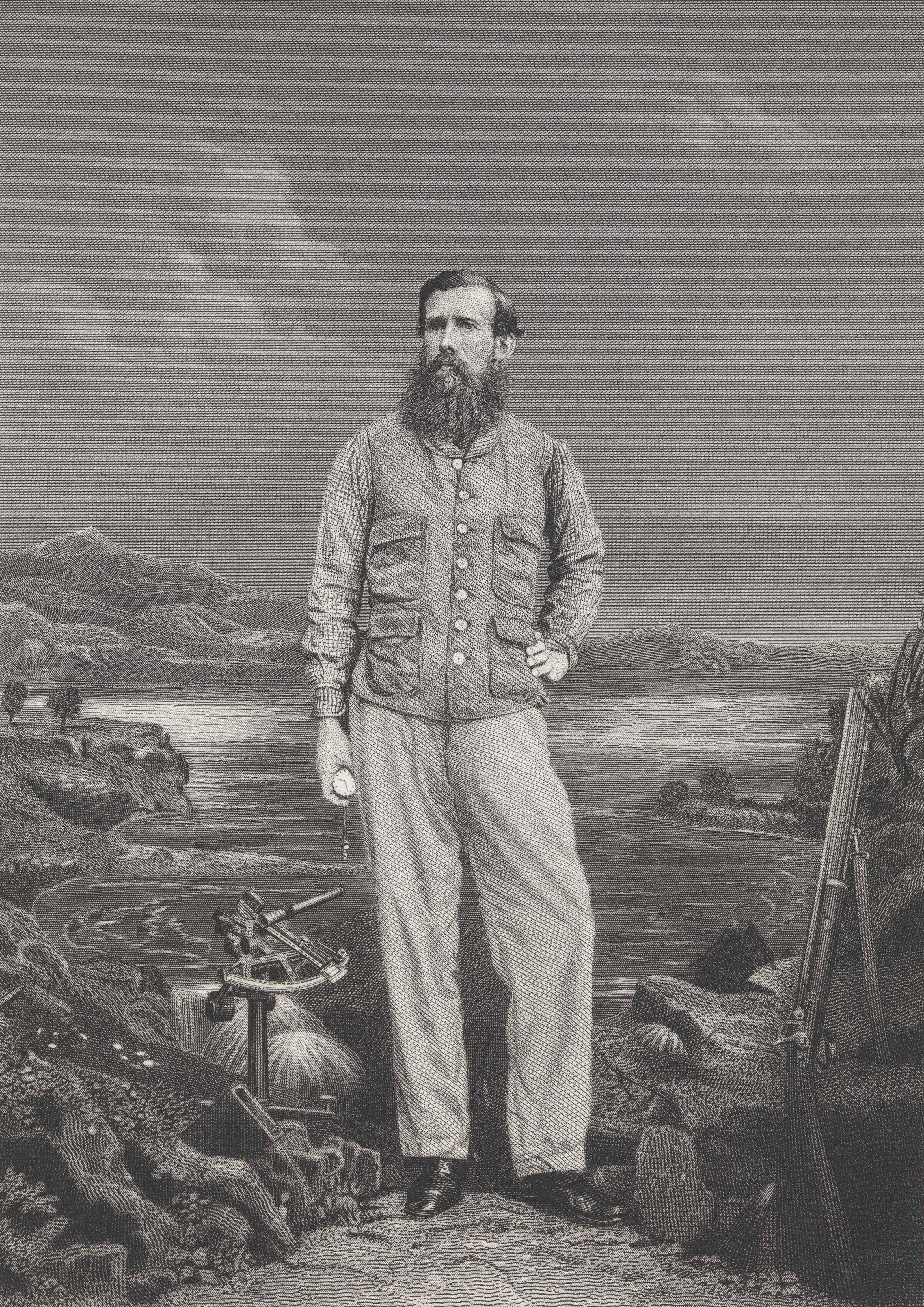
John Hanning Speke

John Hanning Speke (n. 4 mai 1827, Bideford - d. 15 septembrie 1864, Corsham) a fost un explorator britanic al Africii de Est.
El a fost ofițer al armatei britanice în India și a efectuat trei expediții în Africa.

## Biografie
Născut la Bideford în comitatul Devon în 1827, Speke s-a înrolat în armata britanică din India, la vârsta de 17 ani. El a ajuns atunci în Punjab, a parcurs Himalaya și a călătorit în Tibet.
În aprilie 1855, s-a alăturat expediției lui Sir Richard Francis Burton în Somalia. Călătoria a fost scurtă durată. Rănit într-un atac, Speke a fost repatriat. El s-a înrolat voluntar pentru războiul din Crimeea și a comandat un regiment turc.

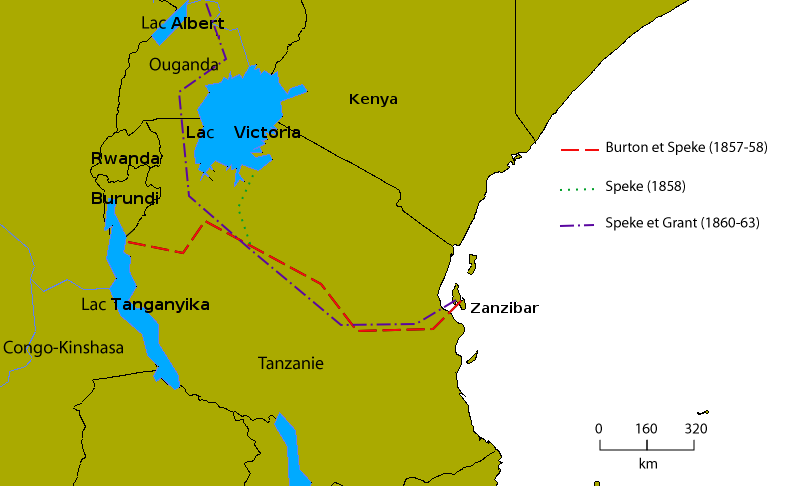
Expediţiile lui Speke

În anul 1858, John Hanning Speke va deveni primul european care a poposit pe malurile Lacului Victoria și îi va da numele reginei de atunci a Marii Britanii. Descoperind râul Kagera în 1861 și sursa Nilului Alb în 1862, Speke a dezlegat misterul izvoarelor Nilului, care i-a preocupat pe cercetătorii Continentului Negru ani îndelungați.

## Legături externe
- en  Biogragie
- en  Speke-Enciclopedia Britannica
- en  Enciclopedia Clasică